# Distrito de Escuelas Públicas de Providence
El Distrito de Escuelas Públicas de Providence o Distrito Escolar de Providence (Providence Public School District, PPSD en inglés) es el distrito escolar en Rhode Island, Estados Unidos. El distrito tiene escuelas en la Ciudad de Providence.

## Escuelas

### Escuelas secundarias
- Adelaide at Harrison Street
- Alternative Learning Project (ALP)
- Central (Hanley Career & Tech Center)
- Classical High School
- Cooley Health/Science High School
- DelSesto High School
- E3 Academy (E-Cubed Academy, Feinstein, Hope Arts, Hope Leadership, Hope Technology, Mount Pleasant, Newcomer Academy, Providence Academy of International Studies (PAIS))